# Bandeira Pessoal da Rainha Isabel II do Reino Unido na Jamaica
A Bandeira Pessoal da Rainha Isabel II do Reino Unido na Jamaica também chamada de Bandeira Real ou Estandarte Real da Jamaica era a bandeira pessoal da rainha Isabel II em seu papel de rainha da Jamaica. A bandeira foi aprovada para uso em 1962. Só é usada pela rainha quando ela estava na Jamaica ou participando de um evento no exterior em seu papel de chefe de estado da Jamaica. O representante da rainha, o governador-geral da Jamaica, tem sua própria bandeira.

## Características

Brasão de armas da Jamaica

A bandeira consiste em um retângulo de proporção largura-comprimento de 1:2 com fundo branco. Sobre o fundo branco há uma cruz de São Jorge vermelha e, sobre cada brço da cruz, há um abacaxi na cor ouro. No centro da bandeira há um círculo azul com o monograma real na cor amarelo-ouro. O desenho da bandeira é derivado do escudo do Brasão de armas da Jamaica. 